# William D. Nordhaus

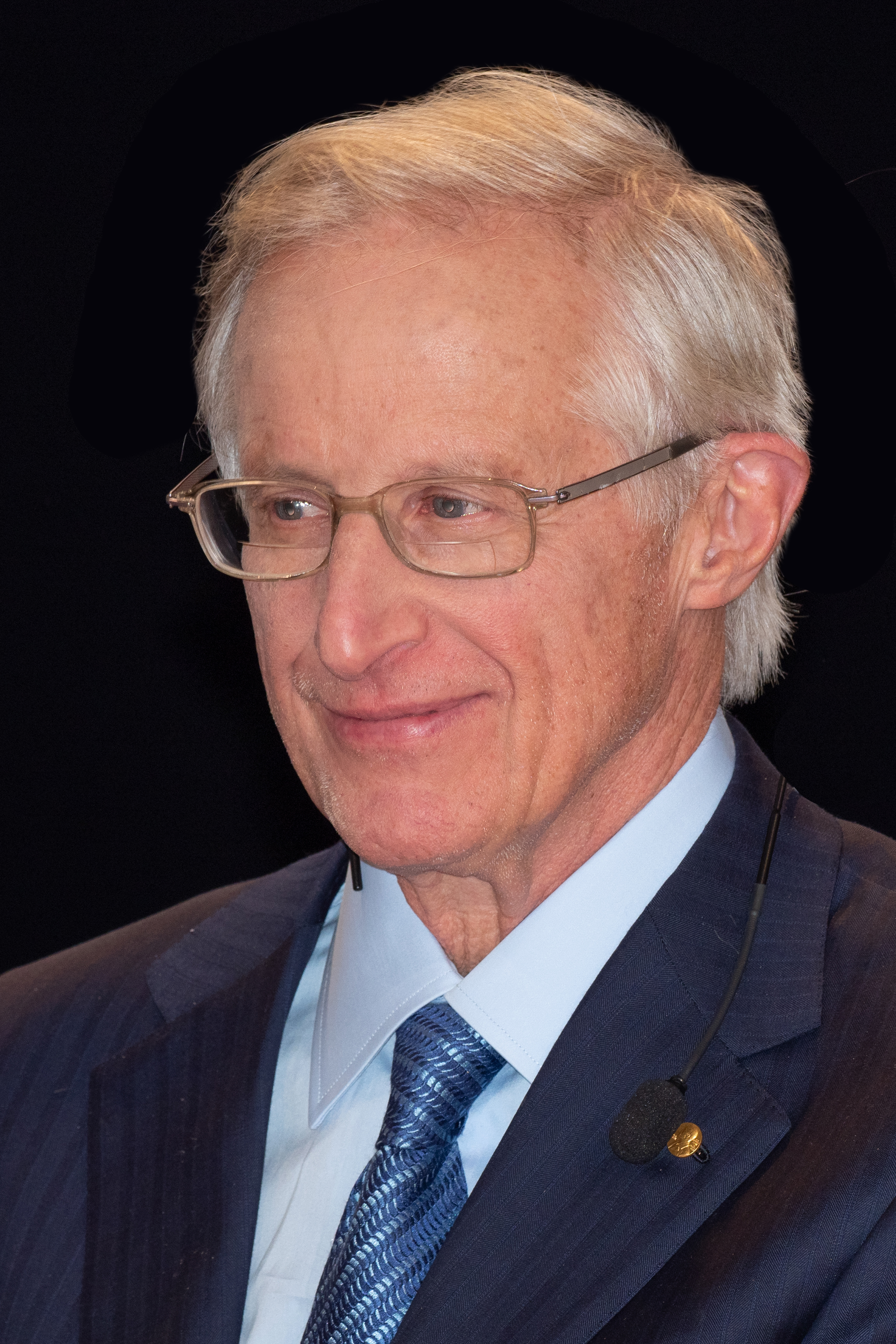
William D. Nordhaus (2018)

William Dawbney „Bill“ Nordhaus (* 31. Mai 1941 in Albuquerque, New Mexico) ist ein US-amerikanischer Wirtschaftswissenschaftler und Träger des Alfred-Nobel-Gedächtnispreises für Wirtschaftswissenschaften 2018. Er ist Sterling Professor für Volkswirtschaftslehre an der Yale University.

## Leben und Werk
Sein Großvater Max Nordhaus war 1883 von Paderborn nach Albuquerque gegangen, um für die dort prosperierende Firma des 1865 aus Homburg emigrierten Kaufmanns Charles (Karl?) Ilfeld zu arbeiten, der 1874 in New York Adele Nordhaus, eine Halbschwester von Max, geehelicht hatte.
Nordhaus erhielt 1962 vom Institut d’études politiques de Paris sein Certificat und 1963 von der Yale University seinen Bachelor. 1967 wurde er am Massachusetts Institute of Technology zum Ph.D. promoviert. Anschließend ging er zurück nach Yale, wo er Assistant Professor, 1970 Associate Professor und 1973 Professor wurde. 1975 veröffentlichte er einen Artikel über seine Theorie des politischen Konjunkturzyklus, mit dem er einen wichtigen Beitrag zur Neuen Politischen Ökonomie leistete. Von 1979 bis 1991 war er John-Musser-Professor, dann A.-Whitney-Griswold-Professor und seit 2001 ist er Sterling-Professor für Ökonomie.
Er war Mitglied des Wirtschaftsbeirates von US-Präsident Jimmy Carter und beschäftigt sich mit Themen wie Ökologie, Energie, technischen Wandel, Regulierungsansätze und Trends unter ökonomischen Gesichtspunkten.
Im Jahr 2014 stand Nordhaus der American Economic Association als gewählter Präsident vor.
2018 erhielt er zusammen mit Paul Romer den Wirtschaftsnobelpreis. Nordhaus wurde ausgezeichnet für die „Integration des Klimawandels in die langfristige makroökonomische Analyse“.
Im Kontext des Irakkrieges wies Nordhaus auf die negativen ökonomischen Wirkungen von Kriegen hin.

## Klimaökonomik
Die ökonomische Untersuchung des Klimawandels und marktorientierter Instrumente der Klimapolitik ist ein Schwerpunkt seiner Arbeit.
Nordhaus argumentierte 1975 und 1977, dass in Überlegungen und Kosten-Nutzen-Analysen zur Begrenzung einer globalen Erwärmung vom natürlichen Schwankungsbereich des Klimas ausgegangen werden sollte. Bei einer globalen Erwärmung um mehr als 2 oder 3 °C würde ein Klimazustand erreicht, wie es ihn seit hunderttausenden Jahren nicht gegeben hat. Damit lieferte er einen der Ausgangspunkte zur Formulierung des klimapolitischen Zwei-Grad-Zieles.
Nordhaus legte im Jahr 1979 eines der ersten Integrated Assessment Modelle (IAM) zur ökonomischen Untersuchung des Klimawandels vor. In ihm kombinierte er erstmals Energieumwandlung, Emissionen und CO2-Konzentrationen. Im Jahr 1992 stellte er das IAM DICE vor (Dynamic Integrated Climate-Economy model). Das Modell wurde seitdem fortlaufend überarbeitet und erweitert und wird häufig in anderen Arbeiten referiert. Die amerikanische Umweltbehörde EPA setzt DICE als eines von drei Modellen ein, um die sozialen Kohlenstoffkosten – den CO2-Preis, der die Kosten einer Tonne emittierten Kohlenstoffs internalisiert – abzuschätzen.
Sein Aufsatz An optimal transition path for controlling greenhouse gases aus dem Jahr 1992, in dem er anhand von DICE eine CO2-Steuer als wirksames Instrument der Klimapolitik vorschlägt, gehört zu den meistzitierten in der Untersuchung marktbasierter Instrumente der Klimapolitik.
2015 entwickelte Nordhaus die Theorie eines Klimaklubs, der als multinationales Handelsabkommen mit Strafzöllen und CO2-Steuern ein makroökonomisches Instrument zur Erreichung der Klimaziele sei.

## Ehrungen
- 1999 Adelman-Frankel Award (United States Association of Energy Economics)
- 2005 Distinguished Fellow Award (American Economic Association)
- 2006 Award for “Publication of Enduring Quality” (Association of Environmental and Resource Economics, für Managing the Global Commons)
- 2017 BBVA Foundation Frontiers of Knowledge Award
- 2018 Alfred-Nobel-Gedächtnispreis für Wirtschaftswissenschaften

## Mitgliedschaften
- 1984 American Academy of Arts and Sciences
- 1984 Fellow der Econometric Society[13]
- 2001 National Academy of Sciences
- 2013 American Philosophical Society
- Königlich Schwedische Akademie der Ingenieurwissenschaften

## Werke
- Invention, Growth and Welfare. A Theoretical Treatment of Technological Change. MIT Press, 1969.
- The Allocation of Energy Resources. In: Brookings Papers on Economic Activity. 1973.
- The political business cycle. In: Review of Economic Studies. Band 42, S. 169–190, 1975.
- mit Wynne Godley und Kenneth Coutts: Industrial Pricing in the United Kingdom. Cambridge University Press, 1978.
- The Efficient Use of Energy Resources. Yale University Press, 1979.
- How Fast Should We Graze the Global Commons? American Economic Review 1982.
- Robert E. Litan: Reforming Federal Regulation. Yale University Press, 1983.
- mit Paul A. Samuelson: Volkswirtschaftslehre. Das internationale Standardwerk der Makro- und Mikroökonomie. 3., aktualisierte Auflage, mi, Landsberg am Lech 2007, ISBN 978-3-636-03112-9 (Das englische Original Economics erlebte seit 1948 viele Auflagen.)
- The cost of slowing climate change: A survey. Energy Journal, 1991
- The DICE Model: background and structure of a Dynamic Integrated Climate-Economy Model of the Economics of Global Warming. Cowles Foundation For Research in Economics at Yale University Discussion Paper Nr. 1009, 1992.
- Managing the Global Commons. The Economics of Climate Change. MIT Press, Cambridge, MA., 1994.
- The Swedish Nuclear Dilemma. Energy and the Environment, Resources for the Future. Washington, D.C., 1997.
- mit Joseph Boyer: Warming the World. Economic Models of Global Warming. MIT Press, Cambridge, Mass., 2000.
- Modeling Induced Innovation in Climate-Change Policy In: Grübler, Nakicenovic u. a. (Hrsg.): 2002 – Technological Change and the Environment.
- William D. Nordhaus: A Question of Balance – Weighing the Options on Global Warming Policies. Yale University Press, 2008, ISBN 978-0-300-13748-4.
- The Climate Casino: Risk, Uncertainty, and Economics for a Warming World. Yale University Press, 2013.[14]
- A New Solution: The Climate Club "Climate Shock: The Economic Consequences of a Hotter Planet" Gernot Wagner und Martin Weitzman 4 June 2015 issue The New York Review of Books
- The Spirit of Green: The Economics of Collisions and Contagions in a Crowded World. Princeton University Press, Princeton 2021, ISBN 978-0-691-21434-4.